# Rázsó Izidor
Rázsó Izidor, Rotheinstein Mór (1896. december 27. – 1945) válogatott labdarúgó, csatár.

## Pályafutása

### Klubcsapatban
1926-ig az Ékszerészek labdarúgója volt. 1922-ben innen került be először a válogatottba. 1926 és 1930 között a Ferencvárosban szerepelt. A Fradiban összesen 120 mérkőzésen szerepelt (56 bajnoki, 46 nemzetközi, 18 hazai díjmérkőzés) és 22 gólt szerzett (8 bajnoki, 14 egyéb).

### A válogatottban
1922 és 1928 között öt alkalommal szerepelt a válogatottban.

## Sikerei, díjai
- Magyar bajnokság
  - bajnok: 1926–27, 1927–28
  - 2.: 1928–29, 1929–30
- Magyar kupa
  - győztes: 1927, 1928
- Közép-európai kupa (KK)
  - győztes: 1928

## Statisztika

### Mérkőzései a válogatottban
| Magyarország | Magyarország      | Magyarország                    | Magyarország  | Magyarország | Magyarország | Magyarország | Magyarország | Magyarország |
| #            | Dátum             | Helyszín                        | Hazai         | Eredmény     | Vendég       | Kiírás       | Gólok        | Esemény      |
| ------------ | ----------------- | ------------------------------- | ------------- | ------------ | ------------ | ------------ | ------------ | ------------ |
| 1.           | 1922. május 14.   | Krakkó                          | Lengyelország | 0 – 3        | Magyarország | barátságos   | -            |              |
| 2.           | 1925. május 21.   | Budapest, Hungária körúti pálya | Magyarország  | 1 – 3        | Belgium      | barátságos   | -            |              |
| 3.           | 1925. november 8. | Budapest, Üllői úti pálya       | Magyarország  | 1 – 1        | Olaszország  | barátságos   | -            |              |
| 4.           | 1927. április 10. | Bécs, Hohe Warte                | Ausztria      | 6 – 0        | Magyarország | barátságos   | -            |              |
| 5.           | 1928. március 25. | Budapest. Üllői úti pálya       | Magyarország  | 2 – 1        | Jugoszlávia  | barátságos   | -            |              |
|              | Összesen          |                                 |               | 5            | mérkőzés     |              | 0            | gól          |